# Esteban de Rueda (pintor)

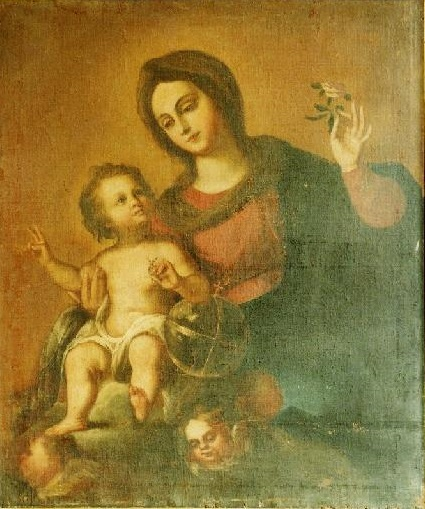
Virgen con el Niño, óleo sobre lienzo, 110 x 92 cm, Museo de Bellas Artes de Granada.

Esteban de Rueda (Granada ? -Alhama de Granada, 1687) fue un pintor barroco español relacionado con la llamada escuela granadina de pintura y directamente influido por Alonso Cano. 

## Biografía y obra
Formado probablemente en el taller de Miguel Jerónimo de Cieza, su obra conocida revela la influencia de la pintura flamenca a través de la imitación de estampas interpretadas con un sentido claroscurista de la luz propio de su formación granadina.  Obras como la Negación de san Pedro (Facultad de Derecho de la Universidad de Granada), fechada en 1673, manifiestan un tardío interés por el claroscuro caravaggista compatible con la imitación de estampas flamencas, de la que deriva, y la influencia de Cano, tras la llegada de este a Granada en 1652, perceptible en la atribuida Virgen de la Rosa del Museo de Bellas Artes de Granada o en los lienzos de San Juan y San José de la capilla de la Santa Cruz en la Capilla Real.
Su hijo, Jerónimo de Rueda Navarrete, nacido hacia 1670, continuó el oficio paterno y una hija, María Teresa, casó con el también pintor Juan de Sevilla.